# Qualificazioni alla Coppa del Mondo di rugby 2003 - Americhe
Le qualificazioni americane alla Coppa del Mondo di rugby 2003 si tennero tra il 2001 e il 2003 e riguardarono 17 squadre nazionali del Nord, Centro e Sudamerica che dovettero esprimere due qualificate direttamente alla Coppa e destinarne un'altra ai ripescaggi intercontinentali.
Tra le qualificate automaticamente alla Coppa, per quanto riguarda tale zona, figurava solamente l'Argentina che fu quindi esentata dalle qualificazioni, che si tennero su quattro turni, il primo dei quali coincise con il campionato caraibico 2001 e la divisione "B" del campionato sudamericano 2002.
Al terzo turno erano ammesse direttamente Cile e Paraguay, rispettivamente terza e quarta del Sudamericano "A" 2002, mentre al girone finale erano già ammessi Canada e Stati Uniti nonché l'Uruguay, secondo classificato al Sudamericano 2002.
Al termine delle selezioni, Canada e Uruguay si qualificarono alla Coppa del Mondo di rugby 2003 mentre gli Stati Uniti furono destinati ai ripescaggi interzona.

## Criteri di qualificazione
Il torneo di qualificazione fu ripartito in quattro turni.
Come detto, il primo turno coincise con la disputa del campionato caraibico 2001 e del Sudamericano "B" 2002; il secondo fu un turno di spareggio, mentre il terzo decise la squadra che avrebbe disputato il quarto turno insieme alle già qualificate Canada e Stati Uniti.
- Primo turno (novembre 2001 ― ottobre 2002):
  - 8 squadre impegnate nel campionato caraibico 2001 (novembre 2001) con il sistema dell'eliminazione diretta. La vincitrice della finale accedette al secondo turno, oltre a guadagnare il titolo di campione caraibico;
  - 4 squadre impegnate nella divisione "B" del Sudamericano 2002 (ottobre 2002) con il sistema del girone unico all'italiana. La vincitrice di tale torneo accedette al secondo turno
- Secondo turno (dicembre 2001 ― gennaio 2002): la campione caraibica e la vincente del Sudamericano "B" si incontrarono in gara doppia per l'accesso al terzo turno.
- Terzo turno (aprile 2002): la squadra qualificata dal secondo turno affrontò in un girone all'italiana con gare di sola andata la terza e quarta classificata della divisione "A" del Sudamericano 2002; la prima classificata di tale girone fu ammessa al girone finale.
- Girone finale (giugno ― settembre 2002): 4 squadre, due delle quali, Canada e Stati Uniti, già ammesse a tale turno; un'altra come miglior qualificata del Sudamericano 2002 a parte l'Argentina già ammessa alla Coppa; la quarta proveniente dal terzo turno. Il girone fu all'italiana con gare di andata e ritorno e le prime due classificate furono ammesse alla Coppa del Mondo mentre la terza fu destinata ai ripescaggi interzona.

## Situazione prima degli incontri di qualificazione
| Primo turno | Secondo turno                                         | Terzo turno                                  | Quarto turno                                                                                                | Qualificate                                                                                                 |
| --- | ----------------------------------------------------- | -------------------------------------------- | --- | --- |
| Campionato caraibico 2001: - Bahamas - Barbados - Bermuda - Isole Cayman - Giamaica - Guyana - Saint Lucia - Trinidad e Tobago Sudamericano "B" 2002: - Brasile - Colombia - Perù - Venezuela | - Qualificata dal 1º turno - Qualificata dal 1º turno | - Cile - Paraguay - Qualificata dal 2º turno | Girone finale: - Canada - Stati Uniti - Miglior classificata Sudamericano A 2002 - Qualificata dal 3º turno | Qualificate direttamente: - 1º girone finale - 2º girone finale Ai ripescaggi interzona: - 3º girone finale |

## Primo turno

### Esito del primo turno
- Trinidad e Tobago e Brasile: qualificati al secondo turno
- Uruguay: qualificato al girone finale

## Secondo turno
| Arima 22 dicembre 2001                                                                | Trinidad e Tobago | 10 – 11 referto        | Brasile | Larry Gomes Stadium (1 000 spett.) |
| 43’ O'Farrell mt 63’ Domingues 43’ O'Farrell tr 28’ Barry c.p. 5’ Arietti 23’ Clauset |                   |                        |         |                                    |
|                                                                                       |                   |                        |         |                                    |
| 43’ O'Farrell                                                                         | mt                | 63’ Domingues          |         |                                    |
| 43’ O'Farrell                                                                         | tr                |                        |         |                                    |
| 28’ Barry                                                                             | c.p.              | 5’ Arietti 23’ Clauset |         |                                    |

| Florianópolis 26 gennaio 2002 | Brasile | 9 – 0 referto | Trinidad e Tobago | Campo de Cefa |

### Esito del secondo turno
- Brasile: qualificato al terzo turno

## Terzo turno
| Data      | Incontro           | Risultato | Sede      |
| --------- | ------------------ | --------- | --------- |
| 13-4-2002 | Brasile ― Cile     | 6-46      | San Paolo |
| 20-4-2002 | Paraguay ― Brasile | 14-13     | Asunción  |
| 28-4-2002 | Cile ― Paraguay    | 57―5      | Santiago  |

|  | Classifica terzo turno | G | V | N | P | P+  | P- | diff. | PT |
|  | ---------------------- | - | - | - | - | --- | -- | ----- | -- |
|  | Cile                   | 2 | 2 | 0 | 0 | 103 | 11 | 92    | 6  |
|  | Paraguay               | 2 | 1 | 0 | 1 | 19  | 70 | -51   | 4  |
|  | Brasile                | 2 | 0 | 0 | 2 | 19  | 60 | -41   | 2  |

### Esito del terzo turno
- Cile: qualificato al girone finale

## Girone finale
| Arbitro: | David Lewis |

|                           |      |                             |
| 29’ Baugh 45’James        | mt   |                             |
| 29’, 45’ Barker           | tr   |                             |
| 23’, 50’, 59’, 67’ Barker | c.p. | 20’, 37’ Wilfley 79’ Hercus |

| Arbitro: | Nigel Whitehouse |

|                 |      |                                    |
| 75’ Hercus      | mt   | 27’, 32’ di Girolamo 67’ Asselin   |
| 75’ Hercus      | tr   | 27’, 32’ Barker 67’ Ross           |
| 41’, 62’ Hercus | c.p. | 12’, 16’, 22’, 47’ Barker 56’ Ross |

| Santiago del Cile 27 luglio 2002 | Cile         | 10 – 6 | Uruguay | Mahuida Parque Reina\| Arbitro: \| Pablo DeLuca \| |
| Arbitro:                         | Pablo DeLuca |        |         |                                                    |

| Arbitro: | Steve Walsh |

|                                                                      |      |                     |
| 28’ Stanley 47’ di Girolamo 68’ M. Williams 78’ Dunkley 80+11’ Thiel | mt   | 44’ Ponte           |
| 28’, 47’ Barker 68’, 78’ Ross                                        | tr   | 44’ de Freitas      |
| 17’, 19’, 24’, 37’, 56’ Barker 67’ Ross                              | c.p. | 14’, 50’ de Freitas |
|                                                                      | drop | 63’ Menchacha       |

| Murray 10 agosto 2002, ore 13 UTC-6 | Stati Uniti | 35 – 22 | Cile | Murray City Park (2 075 spett.)\| Arbitro: \| Andy Cole \| |
| Arbitro:                            | Andy Cole   |         |      |                                                            |

| Arbitro: | Giulio De Santis |

|                       |      |                     |
| Hercus Khasigian Kjar | mt   | D. Aguirre Brignoni |
| Hercus (2)            | tr   | Menchacha           |
| Hercus (3)            | c.p. | Menchacha (4)       |

| Calgary 17 agosto 2002 | Canada        | 27 – 6 | Cile | Kingsland (2 500 spett.)\| Arbitro: \| Kelvin Deaker \| |
| Arbitro:               | Kelvin Deaker |        |      |                                                         |

| Arbitro: | Pablo DeLuca |

|                              |      |                |
| Berruti Capo Ortega          | mt   | Fred Fairhurst |
|                              | tr   | Barker (2)     |
| D. Aguirre (2) Menchacha (3) | c.p. | Barker (2)     |

| Santiago del Cile 24 agosto 2002 | Cile          | 21 – 13 | Stati Uniti | Prince of Wales C.C. (2 800 spett.)\| Arbitro: \| Mark Lawrence \| |
| Arbitro:                         | Mark Lawrence |         |             |                                                                    |

| Santiago del Cile 31 agosto 2002 | Cile        | 11 – 29 | Canada | Prince of Wales C.C. (4 000 spett.)\| Arbitro: \| Scott Young \| |
| Arbitro:                         | Scott Young |         |        |                                                                  |

| Arbitro: | Peter Marshall |

|            |      |            |
| tecnica    | mt   |            |
| D. Aguirre | tr   |            |
| Menchacha  | c.p. | Hercus (3) |

| Montevideo 7 settembre 2002 | Uruguay        | 34 – 23 | Cile | Stadio Saroldi\| Arbitro: \| Donal Courtney \| |
| Arbitro:                    | Donal Courtney |         |      |                                                |

### Classifica del girone finale
|  | Squadra     | G | V | N | P | P+  | P-  | diff. | PT |
|  | ----------- | - | - | - | - | --- | --- | ----- | -- |
|  | Canada      | 6 | 5 | 0 | 1 | 192 | 80  | +112  | 16 |
|  | Uruguay     | 6 | 3 | 0 | 3 | 115 | 144 | -29   | 12 |
|  | Stati Uniti | 6 | 2 | 0 | 4 | 107 | 139 | -32   | 10 |
|  | Cile        | 6 | 2 | 0 | 4 | 93  | 144 | -51   | 10 |

### Esito del girone finale
- Canada e Uruguay: qualificate alla Coppa del Mondo
- Stati Uniti: ai ripescaggi interzona

## Quadro generale delle qualificazioni
In grassetto le squadre qualificate al turno successivo
| Primo turno | Secondo turno                 | Terzo turno                 | Quarto turno                                           | Qualificate                                                                                                   |
| --- | ----------------------------- | --------------------------- | ------------------------------------------------------ | --- |
| Campionato caraibico 2001: - Bahamas - Barbados - Bermuda - Isole Cayman - Giamaica - Guyana - Saint Lucia - Trinidad e Tobago Sudamericano "B" 2002: - Brasile - Colombia - Perù - Venezuela | - Trinidad e Tobago - Brasile | - Cile - Paraguay - Brasile | Girone finale: - Canada - Stati Uniti - Uruguay - Cile | Qualificate direttamente: - Canada (Americhe 1) - Uruguay (Americhe 2) Ai ripescaggi interzona: - Stati Uniti |